# 月田藤三郎

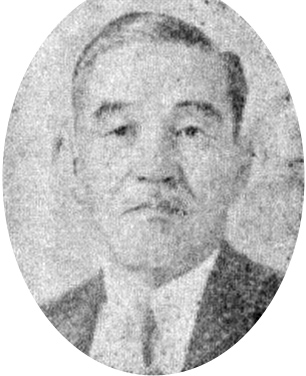
月田藤三郎

月田 藤三郎（つきだ とうざぶろう、明治3年1月26日（1870年2月26日） - 昭和14年（1939年）1月7日）は、日本の農商務官僚。産業組合中央会会頭。農学博士。

## 経歴
上野国甘楽郡黒岩村（現在の群馬県富岡市）出身。1896年（明治29年）、東京帝国大学農科大学農学科を卒業。農商務属・蚕業講習所技手となり、農事試験場技師・農商務技師、農政局耕地整理課長、農政課長、畜産課長・緬羊課長等を歴任。1924年（大正13年）に東京市区画整理局長に転じ、1926年（大正15年）まで在任した。
その後、産業組合中央会副会頭、同会頭、中央畜産会副会頭、大日本生糸販売組合連合会会長、購買組合共同会理事長、帝国耕地協会副会頭など多くの役職に就いた。